# New York Stories
New York Stories is een Amerikaanse anthologiefilm uit 1989. De film bestaat uit drie zelfstandige verhalen, elk met een eigen regisseur. Het centrale thema van de drie kortfilms is New York.
De eerste kortfilm heet Life Lessons en werd geschreven door Richard Price en geregisseerd door Martin Scorsese. De tweede heet Life Without Zoe en werd geschreven door Sofia Coppola en haar vader Francis Ford Coppola, die de film ook regisseerde. De derde kortfilm, Oedipus Wrecks, werd geschreven en geregisseerd door Woody Allen.
De kortfilms kregen goede commentaren, enkel Life Without Zoe werd niet enthousiast onthaald door filmcritici.

## Verhaal

### Life Lessons
Lionel Dobie is een bekende schilder. Hij woont samen met zijn ex-vriendin Paulette, voor wie hij nog steeds gevoelens heeft. Paulette gebruikt Lionel om in hogere kringen te raken en onderdeel uit te maken van de kunstwereld van New York. Lionel wil haar om meer seksuele redenen. De relatie tussen Lionel en Paulette neemt absurde en destructieve vormen aan, maar dan beseft Lionel dat hij zulke relaties nodig heeft om mooie schilderijen te maken. Uiteindelijk richt hij zijn pijlen op een nieuwe vrouw, die met liefdesproblemen kampt.

### Life Without Zoe
Zoe is een rijk meisje van 12 jaar. Ze bezorgt een juweel terug aan een Arabische koningin. Het juweel behoorde toe aan haar vader Claudio. Verder probeert Zoe haar gescheiden ouders terug samen te krijgen. Haar moeder Charlotte is een fotografe en haar vader is een fluitist.

### Oedipus Wrecks
Sheldon is advocaat en heeft problemen met zijn te kritische moeder. Voortdurend zit hij over haar te klagen. Sheldon zou het liefst van al hebben dat ze gewoon verdween. Op een dag neemt Sheldon zijn verloofde Lisa mee naar zijn moeder. Haar moeder is niet tevreden met de verloofde van haar zoon. Om elkaar beter te leren kennen gaan ze met z'n allen naar een magic show.
Tijdens een van de optredens van de magic show verdwijnt Sheldons moeder, en ze keert niet meteen terug. Uiteindelijk verschijnt ze boven in de hemel. Tegen iedereen vertelt ze alles over haar zoon en dit leidt tot het einde van Sheldons relatie met Lisa. Daarom besluit Sheldon naar Treva, een psychiater, te gaan. Sheldon wordt verliefd op haar, omdat ze zo op zijn moeder lijkt. Treva krijgt wel de goedkeuring van Sheldons moeder, waarna de moeder terugkeert naar de realiteit.

## Rolverdeling
| Acteur             | Personage       |
| ------------------ | --------------- |
| Life Lessons       |                 |
| Nick Nolte         | Lionel Dobie    |
| Rosanna Arquette   | Paulette        |
| Steve Buscemi      | Gregory Stark   |
| Jesse Borrego      | Reuben Toro     |
| Life Without Zoe   |                 |
| Heather McComb     | Zoe             |
| Talia Shire        | Charlotte       |
| Giancarlo Giannini | Claudio         |
| James Keane        | Jimmy           |
| Adrien Brody       | Mel             |
| Oedipus Wrecks     |                 |
| Woody Allen        | Sheldon         |
| Mae Questel        | Mother          |
| Mia Farrow         | Lisa            |
| Larry David        | Theater Manager |
| Julie Kavner       | Treva           |

## Achtergrond
- Het verhaal Life Lessons is lichtjes gebaseerd op De Speler van Fjodor Dostojevski.
- Enkele elementen van Life Lessons zijn gebaseerd op Pagliacci.
- Adrien Brody speelt zijn eerste filmrol in Life Without Zoe.
- Oedipus Wrecks baseerde zich op het oedipuscomplex.
- De schilderijen van het personage van Nick Nolte zijn in werkelijkheid van Chuck Connelly.
- Deze film is het debuut van actrice Kirsten Dunst.
- Steve Buscemi schreef zijn eigen tekst.

## Prijzen en nominaties
In 1990 won Julie Kavner voor haar rol in New York Stories de American Comedy Award in de categorie "grappigste vrouwelijke bijrol".